# Лепрекон: Початок
«Лепрекон: Початок» (англ. Leprechaun: Origins) — американський фільм жахів режисера Зака Ліповськи, сьома частина та перезапуск серії фільмів.. Прем'єра картини відбулася 26 серпня 2014 року.

## Сюжет
Подорожуючи мальовничим історичним місцям Ірландії, четверо молодих хлопців піддаються на вмовляння місцевого жителя відвідати місцеву визначну пам'ятку — стародавні кам'яні статуї. Проте їм належить дізнатися жахливу таємницю, яку зберігає маленьке ірландське село, і привітна гостинність жителів обернеться підступними кровожерними планами.

## В ролях
| Актор                   | Роль               |
| ----------------------- | ------------------ |
| Ділан «Горнсвогл» Постл | Гном Лепрекон      |
| Стефані Беннетт         | Софі Софі          |
| Брендан Флетчер         | Девід Девід        |
| Меліса Роксбург         | Джені Джені        |
| Ендрю Данбар            | Бен                |
| Гаррі Челк              | Хеміш Хеміш        |
| Тіч Грант               | Шон Шон            |
| Брюс Блейн              | Йен Йен            |
| Мері Блек               | Мері Мері          |
| Емілі Уллеруп           | Катерина Катерина  |
| Адам Бойс               | Франсуа, Франсуа   |
| Гері Пітерман           | ірландський фермер |